# Кивиниемский шанец
Кивиниемский шанец — земляное укрепление, построенное в XVIII веке у протоки между озерами Вуокса и Суванто, прикрывавшее дорогу из Петербурга в Кексгольм. Рядом находится деревня Варшко, бывшая Кивиниеми. Памятник истории и культуры федерального значения. К. В. Назаренко и В. И. Смирнов относят начало строительства первоначальных укреплений к 1720-м годам, одновременно со строительством Улицкого шанца.

## Название
Кивиниеми в переводе с финского означает «каменный мыс». Окладные книги Водской пятины упоминают большое количество мелких деревень на «каменке», как у «Сванского озера», так и у Вуоксы.

## Описание
Квадратный в плане редут с валангами для установки артиллерии по углам окружен рвом и ложементом в форме восьмиконечной звезды. Длина фасов около 60 м, высота валов 2 — 2.5 м, ширина валангов — до 5.4 м, длина от углов — около 15 м. Вдоль валов сохранились остатки широких банкет (до 1,7—1,9 м) для расстановки стрелков.
Согласно описанию К. В. Назаренко и В. И. Смирнова земля в центре подсыпана примерно на метр, вход был выполнен в середине фаса предположительно с южной стороны в сторону дороги и прикрывался выступом ложемента. Они считают, что первоначально был выстроен редут, высотой около 1.3 м, за которым стрелки могли стоять прямо на земле. Впоследствии, в 1740-х годах валы были досыпаны и появился ложемент. По их расчетам с учетом тактики XVII века на банкете можно было установить 360 солдат в одну или до 600 в две линии, и еще от 400 до 660 человек в ложементе. При этом в описании К. В. Назаренко и В. И. Смирнова заметно значительное количество неточностей, так, они называют ложемент семиконечным, берег Вуоксы с дорогой на соседний Сувек-шанец — южным, а фому редута — ромбом с углами в 80° и 100°.

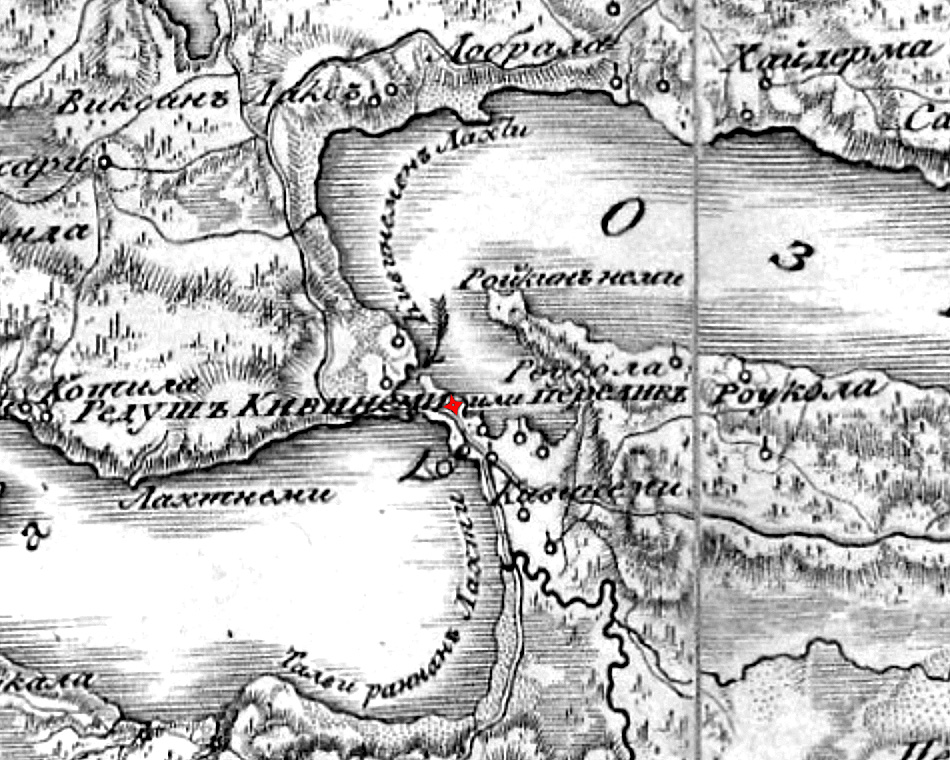
Крепость на карте 1810 года (отметка подсвечена красным цветом), до спуска Суходольского озера
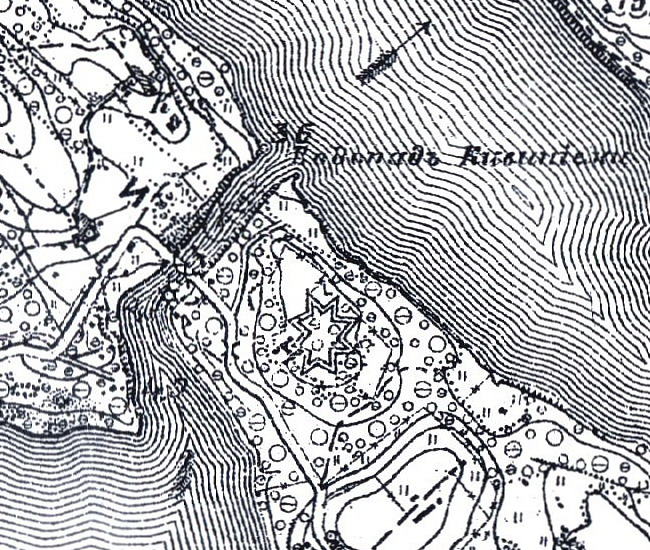
Кивиниемский редут на карте 1891 года после спуска Суходольского озера